# کشتی مین‌یاب

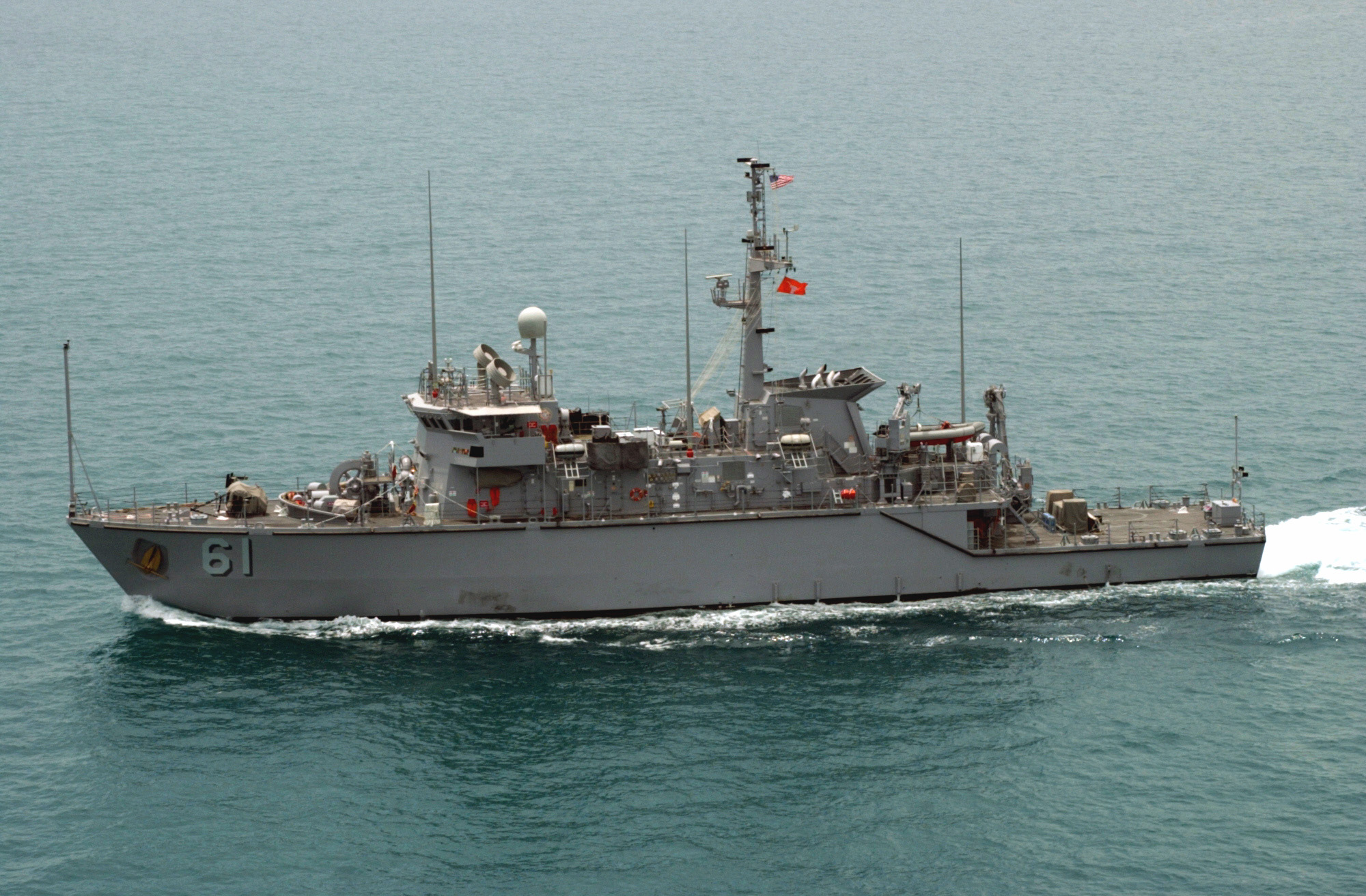
یک کشتی مین‌یاب نیروی دریایی آمریکا در خلیج فارس

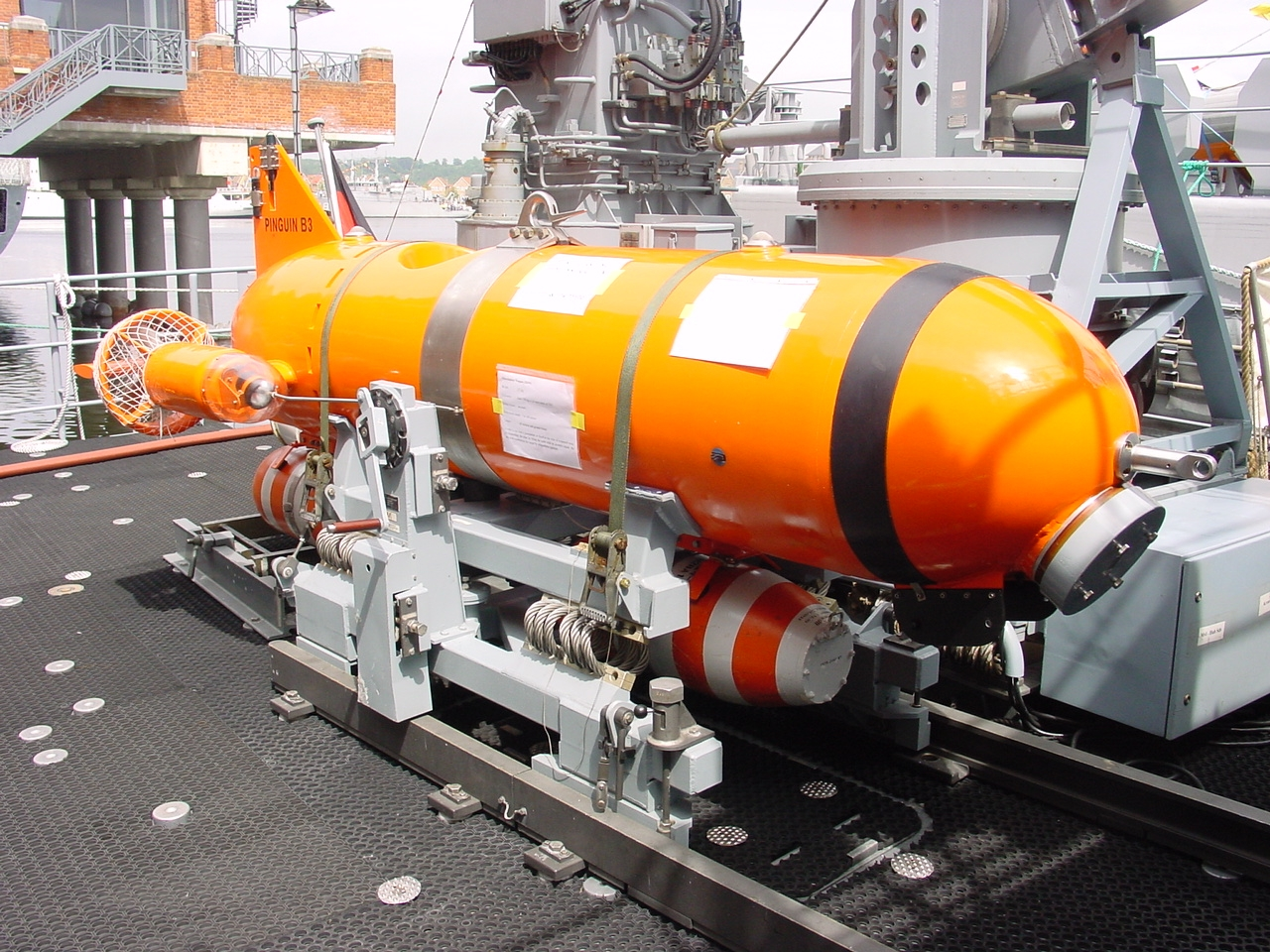
دستگاه زیرسطحی مین‌یاب نیروی دریایی آلمان، که دارای خرج مواد منفجره در زیر خود است.

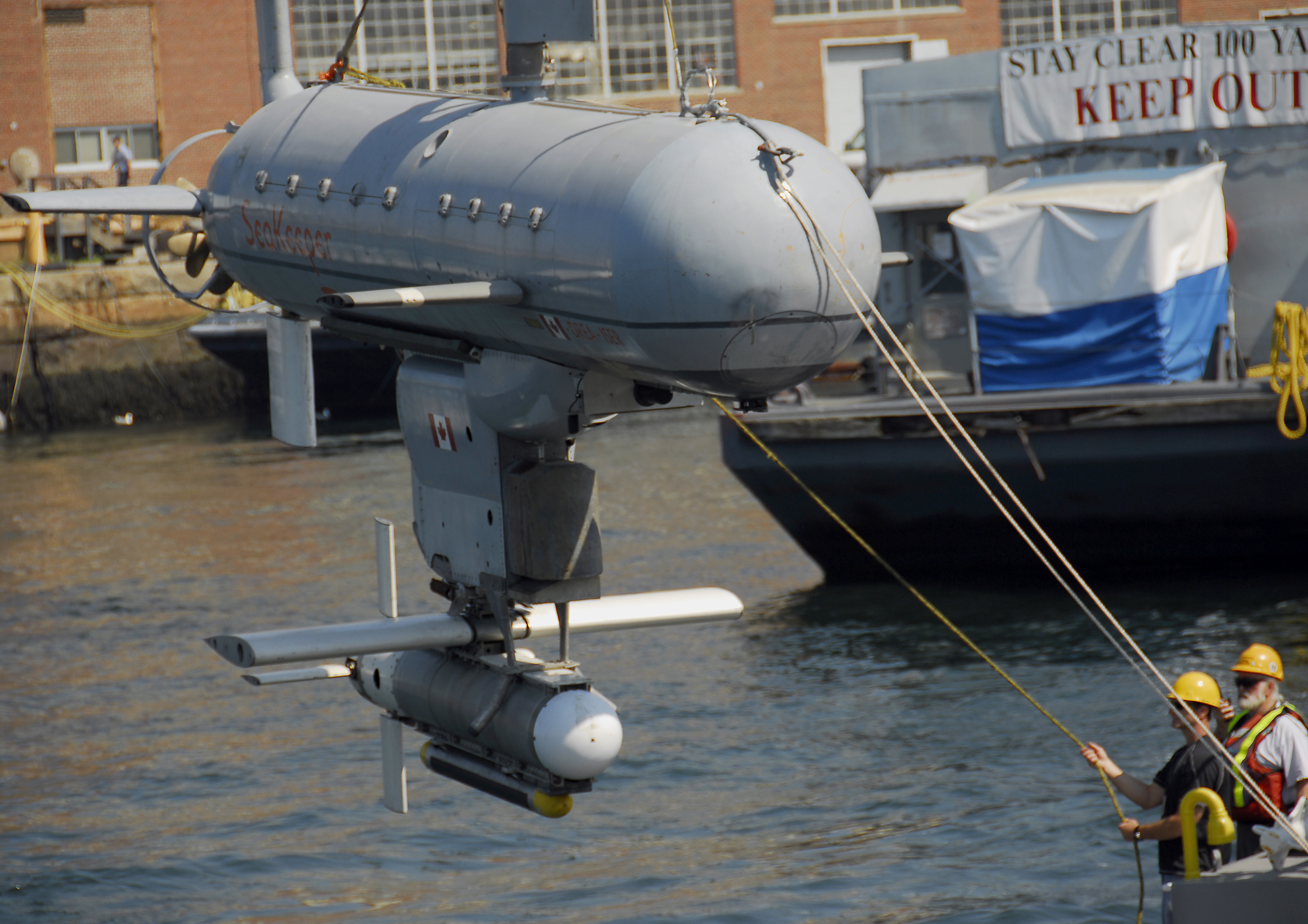
دستگاه زیرسطحی مین‌یاب نیروی دریایی کانادا

کشتی مین‌یاب یا کشتی شکارچی مین، یک کشتی نیروی دریایی است که به‌دنبال مین‌های دریایی می‌گردد و آن‌ها را شناسایی و منهدم می‌کند. از سوی دیگر، کشتی‌های مین‌روب، مناطق مین‌گذاری شده را بدون این‌که مین‌ها در ابتدا شناسایی شوند، آن‌ها را به‌طور کلی پاکسازی می‌کنند. کشتی‌هایی که هر دوی این نقش‌ها را ترکیب می‌کنند، به عنوان کشتی‌های مقابله با مین (MCMV) شناخته می‌شوند.

## شرح
یک کشتی مین‌یاب، از یک سونار تصویربرداری برای شناسایی و طبقه‌بندی اهداف استفاده می‌کند و سپس غواصان یا وسایل نقلیه از راه دور موسوم به زهپاد را برای بازرسی و خنثی کردن تهدید می‌فرستد، مین‌ها اغلب با استفاده از مواد منغجره اندک و از راه دور منفجر می‌شوند.
از آن‌جایی که مین‌یاب‌ها، اغلب در مجاورت مین‌ها فعالیت می‌کنند، به گونه‌ای طراحی شده‌اند که انتشار نشانه‌های صوتی و مغناطیسی خود را که محرک‌های اصلی برای انفجار مین‌ها هستتد، کاهش یابد. به عنوان مثال، آن‌ها اغلب با نصب ماشین‌آلات بر روی کمک‌فنرها یا با استفاده از درایوهای الکتریکی بی‌صدا، و موتورهای الکتریکی با انتشار مغناطیسی پایین، عایق صدا می‌شوند. این کشتی‌ها معمولاً بدنه‌ای از چوب، فایبرگلاس یا فلزاتی غیر از آهن دارند یا برای کاهش پرتوهای مغناطیسی، گاز زدایی می‌شوند.
مین‌یاب‌ها عموماً کشتی‌های کوچک و دارای آبخور اندک هستند، زیرا اغلب از آن‌ها خواسته می‌شود در آب‌های محصور، مانند کانال‌های کشتیرانی یا بندرگاه‌ها کار کنند. از آن‌جایی که مانورپذیری در چنین مناطقی حیاتی است، معمولاً از پیشرانه سیکلوئیدی Voith-Schneider استفاده می‌شود که اجازه می‌دهد نیروی رانش موتور، به هر جهتی منتقل شود. تعدادی از شناورهای مدرن از بدنه کاتاماران برای ایجاد یک سکوی کار بزرگ و پایدار با حداقل تماس زیر آب استفاده می‌کنند. این امر باعث کاهش انتقال صوتی و کاهش فشار سیال تولیدشده توسط بدنه در هنگام حرکت می‌شود.